# Детективи (фільм, 1928)
«Детективи» (англ. Detectives) — американська кінокомедія, детектив режисера Честера М. Франкліна 1928 року.

## У ролях
- Карл Дейн — детектив
- Джордж К. Артур — посильний
- Марселін Дей — Лоїс
- Тенен Голц — Орлов
- Феліція Дренова — місіс Вінтерс
- Тецу Комай — Чін Лі
- Клінтон Лайл — Робертс
- Поллі Моран — гість готеля